# Leonel Ferroni
Leonel Ferroni (Rosario, Argentina; 29 de enero de 1996) es un futbolista argentino. Juega de lateral izquierdo y su equipo actual es el Unión Adarve de la Segunda Federación de España.

## Trayectoria

### Argentina
Formado en las inferiores del Newell's Old Boys, Ferroni debutó en el primer equipo de Newell's el 29 de octubre de 2017 ante Chacatita Juniors en la Primera División. En junio de 2019, Ferroni fue cedido al recién ascendido Central Córdoba.
En su regreso del préstamo, Ferroni firmó en el Independiente Rivadavia.

### España
En agosto de 2021, el lateral se unió al CF Intercity de la Segunda Federación.
Tras dos temporadas en el Intercity, firmó en el Atlético Baleares de la Primera Federación.

## Estadísticas
Actualizado al último partido disputado el 2 de septiembre de 2023.
| Club                            | Div.          | Temporada     | Liga  | Liga  | Copas nacionales | Copas nacionales | Copas internacionales | Copas internacionales | Total | Total |
| Club                            | Div.          | Temporada     | Part. | Goles | Part.            | Goles            | Part.                 | Goles                 | Part. | Goles |
| ------------------------------- | ------------- | ------------- | ----- | ----- | ---------------- | ---------------- | --------------------- | --------------------- | ----- | ----- |
| Newell's Old Boys Argentina     | 1.ª           | 2017-18       | 11    | 0     | 1                | 0                | —                     | —                     | 12    | 0     |
| Newell's Old Boys Argentina     | 1.ª           | 2018-19       | 8     | 0     | 3                | 0                | 1                     | 0                     | 12    | 0     |
| Newell's Old Boys Argentina     | Total club    | Total club    | 19    | 0     | 4                | 0                | 1                     | 0                     | 24    | 0     |
| Central Córdoba (SdE) Argentina | 1.ª           | 2019-20       | 1     | 0     | 1                | 0                | —                     | —                     | 2     | 0     |
| Central Córdoba (SdE) Argentina | Total club    | Total club    | 1     | 0     | 1                | 0                | 0                     | 0                     | 2     | 0     |
| Ind. Rivadavia Argentina        | 2.ª           | 2020-21       | 7     | 0     | —                | —                | —                     | —                     | 7     | 0     |
| Ind. Rivadavia Argentina        | 2.ª           | 2021          | 11    | 0     | —                | —                | —                     | —                     | 11    | 0     |
| Ind. Rivadavia Argentina        | Total club    | Total club    | 18    | 0     | 0                | 0                | 0                     | 0                     | 18    | 0     |
| CF Intercity · España           | 4.ª           | 2021-22       | 32    | 1     | —                | —                | —                     | —                     | 32    | 1     |
| CF Intercity · España           | 3.ª           | 2022-23       | 19    | 0     | 0                | 0                | —                     | —                     | 19    | 0     |
| CF Intercity · España           | Total club    | Total club    | 51    | 1     | 0                | 0                | 0                     | 0                     | 51    | 1     |
| Atlético Baleares · España      | 3.ª           | 2023-24       | 2     | 0     | —                | —                | —                     | —                     | 2     | 0     |
| Atlético Baleares · España      | Total club    | Total club    | 2     | 0     | 0                | 0                | 0                     | 0                     | 2     | 0     |
| Total carrera                   | Total carrera | Total carrera | 91    | 1     | 5                | 0                | 1                     | 0                     | 97    | 1     |

## Palmarés

### Títulos nacionales
| Título                | Club         | País   | Año               |
| --------------------- | ------------ | ------ | ----------------- |
| Segunda División RFEF | CF Intercity | España | 2021-22 (Grupo V) |